# Sierra de Ayllón
La sierra de Ayllón o macizo de Ayllón es una cadena montañosa de la península ibérica, perteneciente al sistema Central, del que constituye una de sus estribaciones más orientales. Está situada entre las provincias españolas de Guadalajara, Segovia y Madrid. La sierra consta de un espacio natural protegido dentro de la red Natura 2000 como Lugar de Importancia Comunitaria y Zona de Especial Protección para las Aves, localizado en el noroeste de la provincia de Guadalajara en la comunidad autónoma de Castilla-La Mancha. El espacio natural de Ayllón ocupa el macizo paleozoico de la sierra de Ayllón, en la provincia de Guadalajara, incluyendo el núcleo principal, cuya cumbre más elevada es el pico del Lobo (2269 m), y las sierras de la Concha (1865 m), Pico Ocejón (2048 m) y Alto Rey (1852 m).
La sierra de Ayllón es el extremo oriental del sistema Central, donde resulta dominante el piso bioclimático Supramediterráneo, con notables representaciones del piso oromediterráneo y zonas puntuales del crioromediterráneo. El macizo se elevó durante la orogenia alpina, teniendo un relieve muy quebrado, con abruptas pendientes y una complicada y densa red hidrográfica. Linda al oeste con las sierras de Somosierra y del Rincón, al este con las de Pela y Alto Rey, al norte con la meseta Norte y al sur con la Campiña de Guadalajara.
De sus montañas nacen los ríos Jarama y Sorbe, así como otros menores como el Jaramilla, Berbellido, Sonsaz o del Ermito. En sus valles crecen los hayedos más meridionales de Europa —Tejera Negra, La Pedrosa y Montejo—, sin faltar en su flora el chaparro, roble y el pino silvestre. Entre su fauna se encuentran lobos, buitres y pequeños mamíferos. La parte de la sierra en la provincia de Guadalajara se encuentra dentro del parque natural de la Sierra Norte de Guadalajara y en buena parte de su territorio se extiende la Reserva de Caza de Sonsaz.

## Geología y litología
Los materiales que afloran son fundamentalmente pizarras y cuarcitas del ordovícico y silúrico, con afloramientos, en algunas zonas El Cardoso, Hiendelaencina, etc, de gneis precámbricos; El espacio natural de Ayllón se prolonga hacia el sur siguiendo los valles de los principales ríos (Lozoya, Jarama, Sorbe, Bornova, Cristóbal), en cuyos cañones se localizan hábitat y comunidades de gran valor ecológico. Se observan además relieves periglaciares (canchales cuarcíticos), y restos de actividad glaciar en las proximidades del Pico del Lobo.

### Evolución geológica
La evolución geológica de la sierra viene marcada por dos grandes plegamientos: por un lado, la orogenia herciniana, hacia el Silúrico, cuando se forman cordilleras en toda la Europa occidental mediante enormes masas magmáticas que dan lugar a rocas graníticas, gneises y pizarras, principalmente, y la erosión del agua marina que por entonces ocupaba gran parte de la península ibérica; por otro lado, la orogenia alpina desde el período Terciario que volvió a elevar las cordilleras del sistema Central y cuando se establece la red hidrográfica actual formando los valles y las siluetas de las montañas. La última glaciación afectó en parte al macizo de Ayllón formando algunos circos glaciares como los que se encuentran en la fuente del río Berbellido, junto al pico del Lobo, y en la peña Cebollera Vieja.

### Zonas litológicas
La sierra de Ayllón queda dividida en tres grandes zonas litológicas dependiendo del tipo de roca que predomina en cada una:
Zonas graníticas
De oeste a este, desde el puerto de Somosierra hasta el pico el Cervunal (Ayllón), y de norte a sur, desde Riaza hasta el puerto del Cardoso, siguiendo la orilla derecha del río del Ermito, abunda el granito entre las rocas que forman las montañas de esa zona de la sierra de Ayllón.
Zonas gnéisicas
El gneis es, sin embargo, la roca menos extendida de las tres predominantes en la sierra de Ayllón. Forma sobre todo en la zona de El Cardoso de la Sierra hacia el sur hasta que el río Jarama hace de linde natural entre la sierra de Ayllón y la Campiña.
Zonas pizarrosas
La pizarra es la roca más vista en el macizo de Ayllón, además de ser la típicamente usada en las construcciones de los pueblos de la zona. Igualmente las zonas pizarrosas se pueden clasificar según es el tipo de pizarra que da forma:
- La pizarra arcillosa se extiende en varios cordeles de la sierra: desde El Cardoso de la Sierra hacia el pico del Lobo, y de allí hacia el puerto de la Quesera.
- La pizarra oscura es propia de la vertiente norte del macizo correspondiente con las provincias de Segovia y Soria, desde el pico de la Buitrera hasta Grado del Pico. Muchas de estas zonas se mezclan con areniscas y aglomerados del Triásico y del Neógeno. Abarca también una zona más amplia desde el río Sonsaz hacia el sur.

## Orografía y relieve
Se distinguen tres unidades de relieve que forma el macizo de Ayllón: la penillanura, unas zonas de superficie ondulada situadas en los extremos del macizo, principalmente al norte y al sur; los valles, en el norte cortos y en el sur muy largos y estrechos, dejando poco lugar a las vegas, y la sierra propiamente dicha. La sierra se distribuye en un cordal principal, que recorre de oeste a este todo el norte de la sierra, y tres cordales secundarios, que salen del principal de norte a sur.

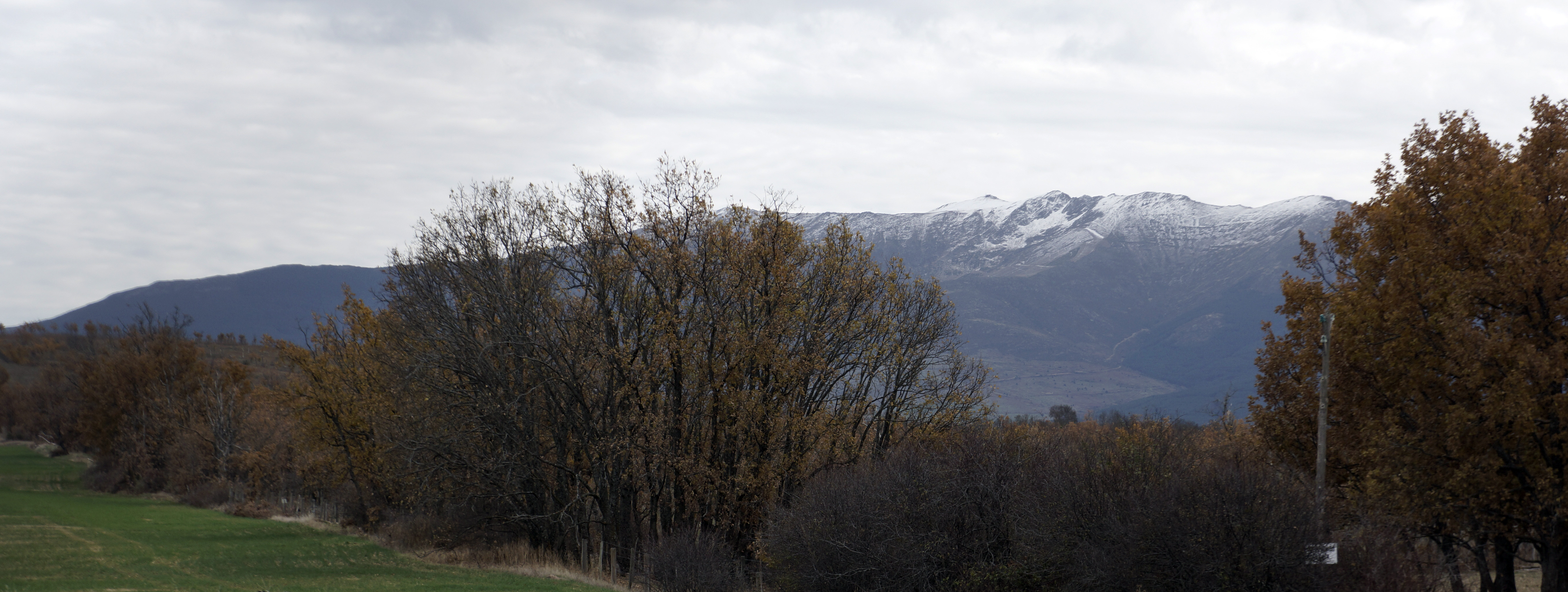
Cordal principal desde la provincia de Segovia

- El cordal principal recorre todo el norte de la sierra de oeste a este, desde la peña Cebollera, por el Cervunal, el pico del Lobo, el puerto de la Quesera, la peña de la Silla, el Parrejón y el pico de la Buitrera, hasta que, perdiendo mucha altitud, enlaza con la sierra de Pela entre Grado del Pico y Villacadima.
- El cordal de la Cebollera es el más occidental enclavándose entre el Madarquillos y el Jarama. Se inicia en la Cebollera Vieja hacia el Cabeza del Tempraneigo y se divide en dos descendiendo hacia el sur por el Cuchar Quemado, el alto de la Fuente de Cabezuelas, la Cebollera Nueva, el cerro de la Porrilla y el alto de la Dehesa de Horcajuelo hasta la peña la Sisa y el pico de la Dehesilla, en la zona de Horcajo, Horcajuelo y Montejo, por un lado, y por el collado de las Nieves, el cerro de Recuenco, la sierra de Escalba, el puerto del Cardoso, el pico de las Bañaderas, el puerto de la Hiruela y el alto del Porrejón, por otro lado.

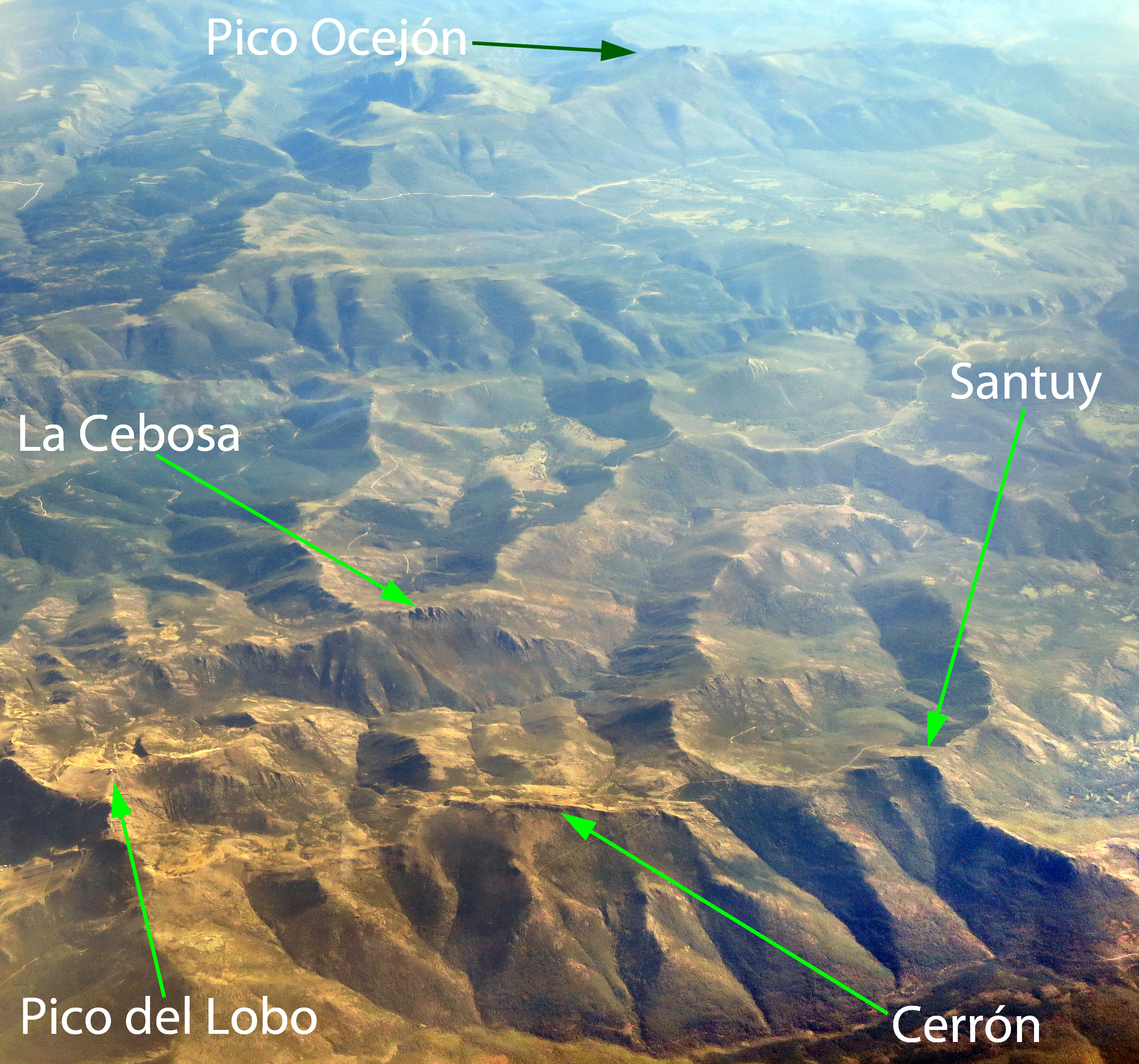
Vista aérea de parte de la sierra de Ayllón

- Los cordales centrales quedan divididos por el río Jarama quedando al norte entre este y el Jaramilla y al sur entre el Jarama y el Lozoya. Son montañas, por lo general, de menor altura. Los componen varias lomas:
  - Una recorre desde el Cervurnal hacia la Majada de los Carneros, el Cabeza Pinillo, el Cerrón y el Santuy hasta orillas del río Berbellido.
  - Otra, desde Las Peñuelas desciende por La Cebosa y el pico del Águila, la Morra del Segoviano, la Cabeza Grande, el Cerrajo y el cerro de Corralejo hasta la desembocadura del Jaramilla en el Jarama.
  - Al sur quedan las menores elevaciones, distribuidas anárquicamente, tales como el cerro San Cristóbal, el pico de la Tornera, el pico de la Centenera, el Cabezas y el Palancar.
- El cordal oriental es el más importante de los cordales secundarios. Aunque sólo el pico Ocejón supera los 2000 m de altitud, la mayoría de sus montañas se elevan en torno a los 1700 y 1900 m. Son varias lomas las que, igualmente, forman este cordal:

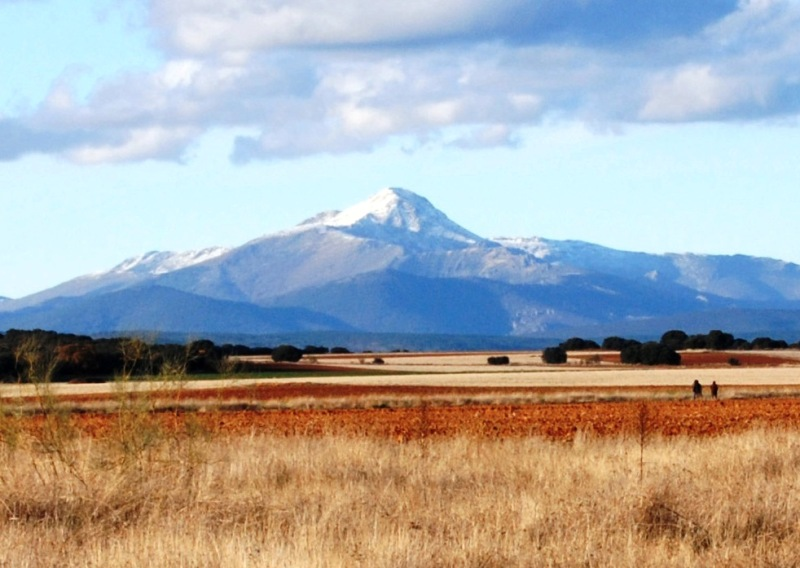
Pico Ocejón

- - La loma principal es la que forma la sierra del Ocejón. Desde el pico del Granero, la Tiñosa, el Corralón y la Atalaya se extiende entre los ríos Jaramilla y Sonsaz hacia el sur por el Cabezo de San Pedro, el Regajo de las Yeguas, el Cerrito Collado, el Campachuelo, el Campo y el pico Ocejón.
  - La loma del Pinarejo desde el Atalaya hacia el sureste por el Cabeza Arca y el Pinarejo hasta las orillas del Sorbe. Surgen de si otras lomas menores como la de las Llanadas y la del Bubillejo.
  - La loma de la Torrecilla es el centro del hayedo de Tejera Negra, formando la orilla derecha del río Lillas. Del Cervunalillo por el alto de la Escaleruela y el alto del Hornillo hasta donde el Sorbe toma nombre.

### Dosmiles de la sierra de Ayllón
En el seno de la sierra de Ayllón se levantan los últimos picos de más de 2000 metros del sistema Central.
| Montaña                                    | Subsidiario de...                      | Altitud (m) | Cordal    | Provincia                     | Localización                                     |
| Pico del Lobo                              | —                                      | 2272        | Principal | Guadalajara y Segovia         | 41°11′3″N 3°27′54″O / 41.18417, -3.46500         |
| Alto de las Mesas                          | Pico del Lobo                          | 2257        | Principal | Guadalajara y Segovia         | 41°11′10″N 3°27′53″O / 41.18611, -3.46472        |
| Buitrera de los Lobos, cumbre S            | Pico del Lobo                          | 2221        | Principal | Guadalajara                   | 41°10′41″N 3°27′50″O / 41.17806, -3.46389        |
| Buitrera de los Lobos, cumbre S-SE         | Pico del Lobo                          | 2215        | Principal | Guadalajara                   | 41°10′51″N 3°27′48″O / 41.18083, -3.46333        |
| Las Peñuelas, cumbre central               | —                                      | 2211        | Principal | Guadalajara y Segovia         | 41°11′31″N 3°27′47″O / 41.19194, -3.46306        |
| Las Peñuelas, cumbre O                     | Las Peñuelas, cumbre central           | 2204        | Principal | Guadalajara y Segovia         | 41°11′19″N 3°27′59″O / 41.18861, -3.46639        |
| Cerrón                                     | —                                      | 2197        | Central   | Guadalajara                   | 41°9′17″N 3°28′22″O / 41.15472, -3.47278         |
| Las Peñuelas, cumbre E                     | Las Peñuelas, cumbre central           | 2194        | Principal | Guadalajara y Segovia         | 41°11′30″N 3°27′39″O / 41.19167, -3.46083        |
| El Cervunal                                | Pico del Lobo                          | 2194        | Principal | Guadalajara y Segovia         | 41°10′52″N 3°28′48″O / 41.18111, -3.48000        |
| Peña Cebollera Vieja o Tres Provincias     | —                                      | 2129        | Principal | Guadalajara, Segovia y Madrid | 41°9′58″N 3°32′18″O / 41.16611, -3.53833         |
| Peña de los Abantos                        | Cebollera Vieja                        | 2124        | Cebollera | Guadalajara y Madrid          | 41°9′53″N 3°32′18″O / 41.16472, -3.53833         |
| Cerro de la Majada de los Carneros         | —                                      | 2078        | Central   | Guadalajara                   | 41°10′13″N 3°28′42″O / 41.17028, -3.47833        |
| Cabeza del Tempraniego o La Pedriza        | —                                      | 2071        | Cebollera | Guadalajara y Madrid          | 41°9′23″N 3°32′10″O / 41.15639, -3.53611         |
| Peñón de Matarredonda                      | Cerrón                                 | 2065        | Central   | Guadalajara                   | 41°9′13″N 3°27′55″O / 41.15361, -3.46528         |
| Loma de Cabeza Pinillo                     | —                                      | 2061        | Central   | Guadalajara                   | 41°9′41″N 3°27′46″O / 41.16139, -3.46278         |
| El Rocín                                   | La Cebosa                              | 2051        | Central   | Guadalajara                   | 41°9′41″N 3°26′18″O / 41.16139, -3.43833         |
| Pico Ocejón                                | —                                      | 2049        | Oriental  | Guadalajara                   | 41°6′20″N 3°15′15″O / 41.10556, -3.25417         |
| La Cebosa                                  | —                                      | 2048        | Central   | Guadalajara                   | 41°9′35″N 3°26′17″O / 41.15972, -3.43806         |
| Coto de Montejo, El Corco o Cuchar Quemado | —                                      | 2047        | Cebollera | Madrid                        | 41°8′23″N 3°32′48″O / 41.13972, -3.54667         |
| Cerro del Picaño                           | —                                      | 2046        | Central   | Guadalajara                   | 41°8′30″N 3°27′26″O / 41.14167, -3.45722         |
| Pico de la Buitrera                        | —                                      | 2038        | Principal | Guadalajara y Segovia         | 41°15′13″N 3°23′55″O / 41.25361, -3.39861        |
| Cerro del Picaño, cumbre O                 | Cerro del Picaño, cumbre central       | 2033        | Central   | Guadalajara                   | 41°8′30″N 3°27′55″O / 41.14167, -3.46528         |
| Loma de Cabeza Pinillo, cumbre E           | Loma de Cabeza Pinillo, cumbre central | 2032        | Central   | Guadalajara                   | 41°9′42″N 3°27′36″O / 41.16167, -3.46000         |
| Cerro de Mesa Peñota                       | Pico de la Buitrera                    | 2026        | Central   | Guadalajara y Segovia         | 41°15′31.6″N 3°24′4.72″O / 41.258778, -3.4013111 |
| Alto del Cervunalillo                      | —                                      | 2018        | Principal | Guadalajara y Segovia         | 41°14′44″N 3°23′53″O / 41.24556, -3.39806        |
| Alto del Parrejón                          | —                                      | 2017        | Principal | Guadalajara y Segovia         | 41°14′20″N 3°24′12″O / 41.23889, -3.40333        |
| Cerro Ortigosa                             | Cerro del Picaño y Cerrón              | 2011        | Central   | Guadalajara                   | 41°8′38″N 3°28′7″O / 41.14389, -3.46861          |
| Cerro del Picaño, cumbre SE                | Cerro Picaño, cumbre central           | 2008        | Central   | Guadalajara                   | 41°8′13″N 3°27′10″O / 41.13694, -3.45278         |
| Cerro del Aventadero                       | Las Peñuelas, cumbre central           | 2003        | Principal | Guadalajara y Segovia         | 41°12′11″N 3°27′10″O / 41.20306, -3.45278        |

### Otros picos destacados
| Montaña                              | Altitud(m) | Cordal    | Provincia             | Localización                              |
| Peña de la Tiñosa o Pico del Granero | 1971       | Principal | Guadalajara           | 41°13′1″N 3°23′39″O / 41.21694, -3.39417  |
| Peña de la Silla                     | 1937       | Principal | Guadalajara y Segovia | 41°12′53″N 3°24′2″O / 41.21472, -3.40056  |
| Santuy o cerro de la Calahorra       | 1927       | Central   | Guadalajara           | 41°7′24″N 3°28′2″O / 41.12333, -3.46722   |
| Campo                                | 1919       | Oriental  | Guadalajara           | 41°8′45″N 3°15′13″O / 41.14583, -3.25361  |
| Campachuelo                          | 1899       | Oriental  | Guadalajara           | 41°8′17″N 3°16′43″O / 41.13806, -3.27861  |
| Atalaya                              | 1884       | Oriental  | Guadalajara           | 41°11′53″N 3°21′50″O / 41.19806, -3.36389 |
| Pico de la Tornera                   | 1865       | Central   | Guadalajara y Madrid  | 41°1′11″N 3°24′43″O / 41.01972, -3.41194  |
| Cebollera Nueva                      | 1834       | Cebollera | Madrid                | 41°6′53″N 3°33′54″O / 41.11472, -3.56500  |
| Peña de la Cabra                     | 1831       | Central   | Madrid                | 41°0′43″N 3°28′49″O / 41.01194, -3.48028  |
| Pico de la Centenera                 | 1809       | Central   | Guadalajara y Madrid  | 41°0′1″N 3°23′44″O / 41.00028, -3.39556   |
| Valdebecerril                        | 1766       | Principal | Guadalajara y Segovia | 41°15′25″N 3°20′44″O / 41.25694, -3.34556 |
| Majada de la Sierra                  | 1695       | Principal | Guadalajara           | 41°15′5″N 3°17′14″O / 41.25139, -3.28722  |
| Loma del Pinarejo                    | 1694       | Oriental  | Guadalajara           | 41°10′21″N 3°15′34″O / 41.17250, -3.25944 |
| Pico del Águila                      | 1650       | Central   | Guadalajara           | 41°9′38″N 3°22′50″O / 41.16056, -3.38056  |
| Cabeza de Cabida                     | 1597       | Central   | Guadalajara           | 41°7′10″N 3°22′35″O / 41.11944, -3.37639  |
| Cerro San Cristóbal                  | 1588       | Central   | Guadalajara           | 41°3′21″N 3°22′23″O / 41.05583, -3.37306  |
| Alto de las Cabras                   | 1543       | Oriental  | Guadalajara           | 41°11′42″N 3°14′46″O / 41.19500, -3.24611 |
| Cabeza de Ranas                      | 1492       | Oriental  | Guadalajara           | 41°6′15″N 3°20′9″O / 41.10417, -3.33583   |
| Cabezas                              | 1437       | Central   | Guadalajara           | 40°59′32″N 3°20′2″O / 40.99222, -3.33389  |

## Clima

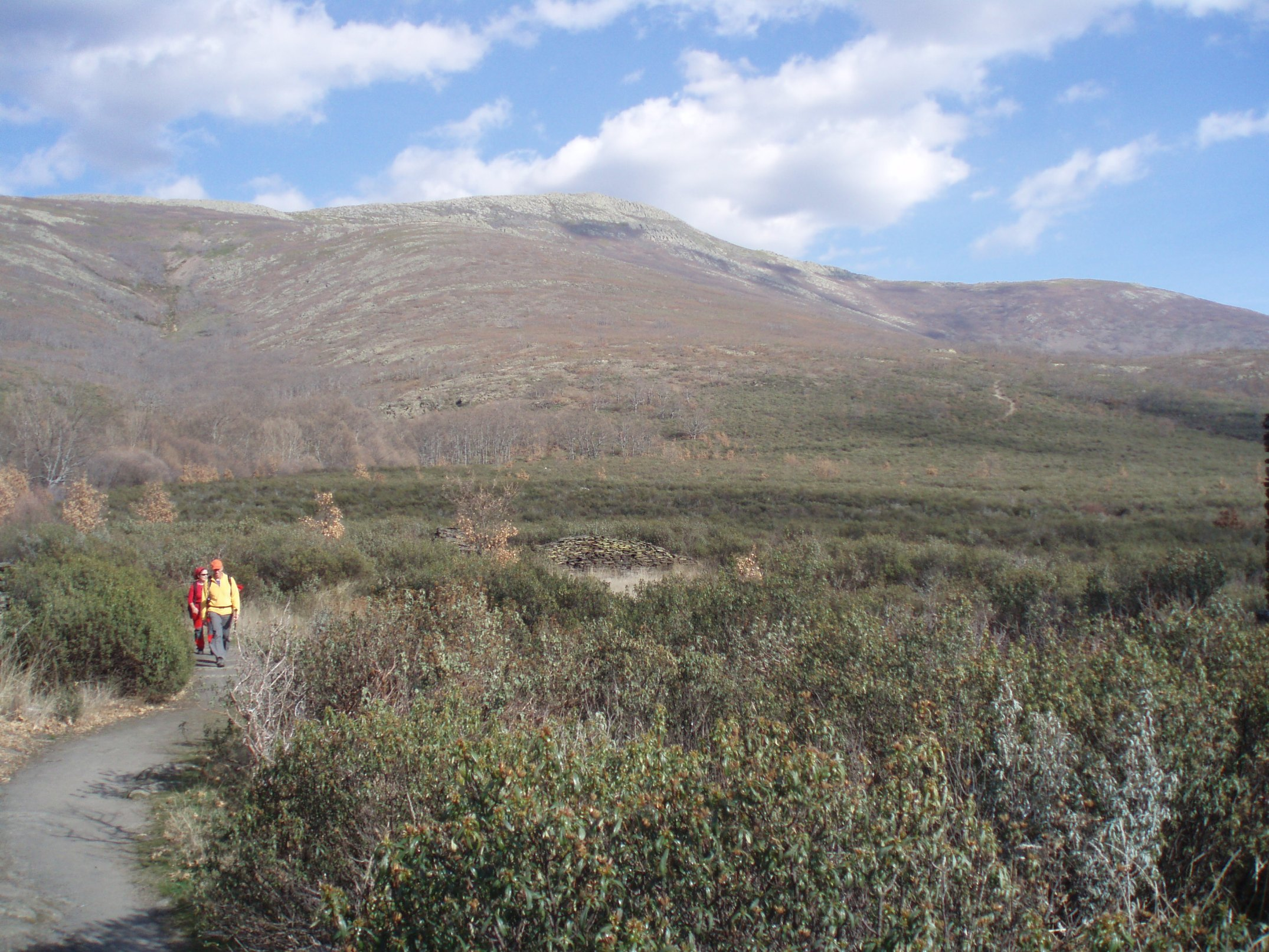
Pico Ocejón

El clima de montaña de la sierra de Ayllón está marcado por dos factores fundamentales: por un lado, la latitud, marcando el carácter mediterráneo con veranos calurosos y escasos en precipitaciones; por otro lado, la orientación del macizo provoca la intercepción de las borrascas de origen atlántico trayendo consigo una mayor pluviosidad en las laderas septentrionales que en las meridionales. Este segundo factor, unido a que las laderas norte reciben menor cantidad de luz solar y, por tanto, mantienen menor temperatura, da lugar a que se acumule mayor cantidad de nieve en invierno en éstas que en las meridionales.

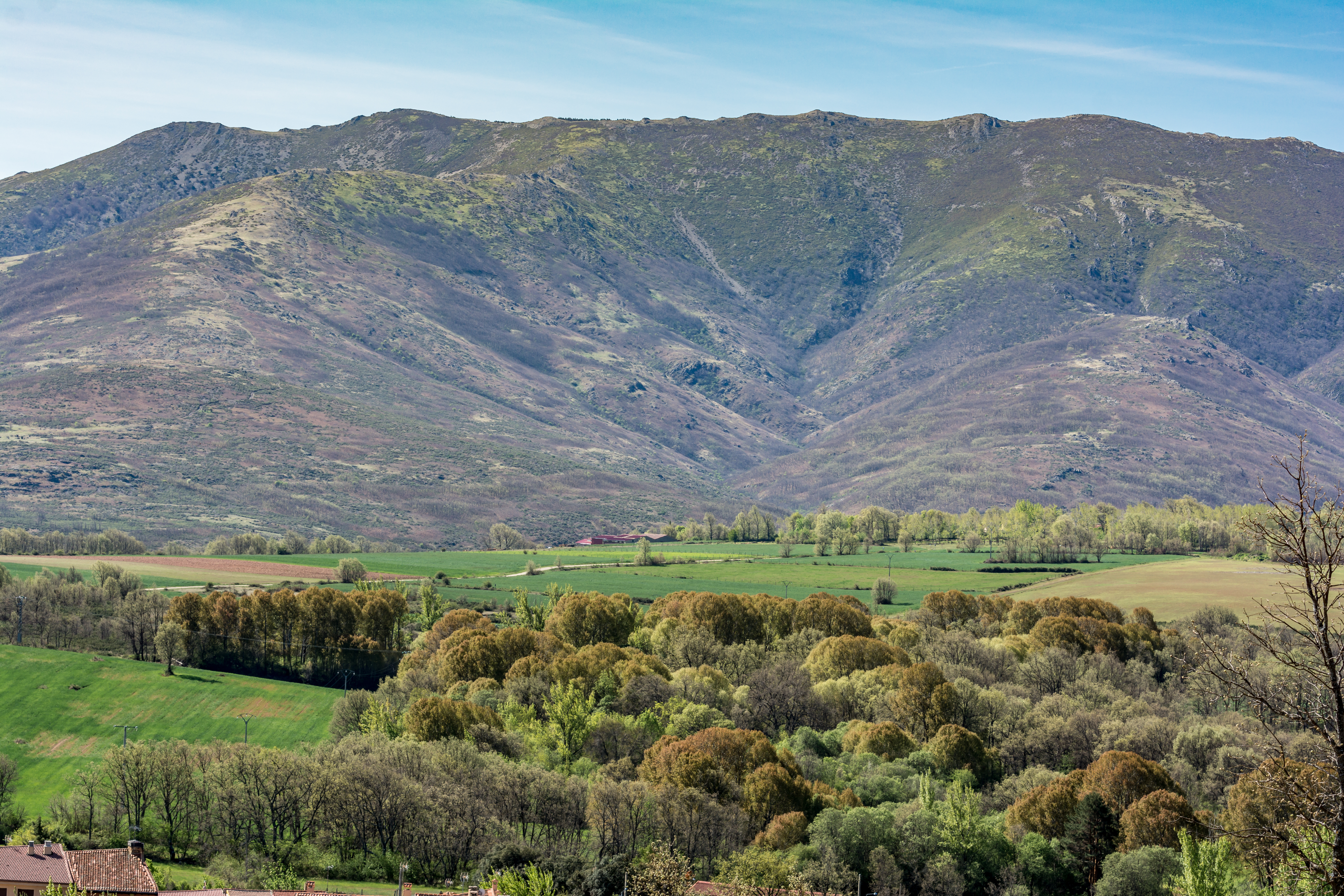
Vista primaveral de la sierra desde la localidad segoviana de Alquité

Las mayores precipitaciones se producen en invierno, normalmente en forma de nieve, coincidiendo con el verano una larga época de sequía. Anualmente se llega a recoger entre unos 800 y 1000 mm de media.
Los meses más fríos corresponden con los centrales del invierno, diciembre y enero, y en aquellas épocas en las que se acercan olas de frío de Europa Central que provocan intensas nevadas hasta alturas relativamente bajas. La temperatura media mínima alcanzada en invierno se sitúa en torno a los 2 o 3 °C en los valles; la temperatura media máxima es alcanzada en los meses de julio y agosto en torno a los 15 °C. La amplitud térmica en épocas otoñales y primaverales puede llegar a ser muy amplia, con días agradables y noches extremadamente frías en algunos casos, agudizándose en el fondo de los valles. El número de días con helada varía entre los 50 y 150 según se encuentre en la ladera meridional o septentrional.

## Hidrografía
Desde la sierra de Ayllón se vierten aguas a dos grandes cuencas: la del Duero, al norte, y la del Tajo, al sur.

### Cuenca del Duero
Son las últimas estribaciones de la sierra la que vierte aguas hacia la vertiente septentrional. Los ríos y arroyos vierten sus aguas directamente de la montaña al valle, por lo que son, por lo general, cortos y poco caudalosos. Dos ríos destacan sobre los demás, el Duratón y el Riaza, los cuales ambos desembocan en el río Duero tras un largo recorrido. Son excepción. El resto de las corrientes fluviales vierten sus aguas en estos dos ríos principales.

#### Río Duratón
Pese a que no empieza a tomar forma hasta que por Sepúlveda se une con los ríos Caslilla y de la Hoz, el río Duratón, que nace en las faldas meridionales por el lado de Madrid de la Cebollera Vieja, va recibiendo aguas por su orilla derecha de pequeños arroyuelos que nacen en la sierra de Ayllón. Desde la falda norte de la Cebollera Vieja recibe aguas de dos riachuelos que suelen secar en verano en buena parte de sus tramos, el Cerezuelo y el Serrano, nacientes los dos en las faldas del pico del Lobo.

#### Río Riaza
El Riaza nace cerca del puerto de la Quesera y recibe aguas de la sierra de Ayllón, principalmente también por su orilla derecha. Sus afluentes son más largos, aunque igualmente poco caudalosos. Destacan entre todos el río Aguisejo, que nace en las cercanías de Villacadima y recibe a su vez aguas de otros arroyos menores, entre los que se encuentran el arroyo Vadillo, por un lado, que tras nacer en el hayedo de la Pedrosa bajo la Mesa Peñota va a verter sus aguas en la orilla izquierda del río Aguisejo; y el río Cobos, que tiene su fuente en la Majada de la Sierra, una de las últimas estribaciones norteñas del macizo de Ayllón.
Son, así, el río Duratón y el río Aguisejo los que limitan de oeste a este por el norte el macizo de Ayllón.

### Cuenca del Tajo
La vertiente meridional de la sierra de Ayllón, la que vierte aguas a la cuenca del Tajo, nace en las faldas de los septentrionales norteños del macizo, evidentemente, por mediodía. Es bastante más complicada que la vertiente septentrional y los ríos y arroyos, mucho más largos, recorren tortuosamente encajonados entre montañas, dando lugar a barrancos y hoces, hasta desembocar en los dos principales ríos de la zona: el Jarama y el Sorbe.

#### Río Jarama
Nace a pies de la Cebollera Vieja y los mayores afluentes los recibe por su orilla izquierda, extendiéndose su cuenca desde la loma de la Cebollera hasta la sierra del Ocejón. Muchos de ellos, incluido el propio Jarama, erosionan la roca hasta crear profundos barrancos, permitiendo que sean algunos de ellos propicios para el levantamiento de presas como son la del Vado o la proyectada pero ni siquiera iniciada de Matallana. Los principales afluentes del Jarama por la sierra de Ayllón son el río del Ermito, que tiene su fuente bajo el Cervunal; el río Berbellido, que nace en el pico del Lobo y pasa por Bocígano; el río Jaramilla, que tras surgir bajo el puerto de la Quesera deja una profunda y hermosa hoz hasta su desembocadura; el arroyo Vallosera, que nace en el pico de la Tornera y que tras horadar un desfiladero en la zona de La Vereda desemboca en el pantano de El Vado, junto a las ruinas de El Vado, y el arroyo del Soto, unión de varios arroyos menores que bajan del Ocejón y dejan entre este y el Cabeza de Ranas un vallejo donde se asientan Majaelrayo, Robleluengo, Campillo, El Espinar y Roblelacasa.

#### Río Sorbe

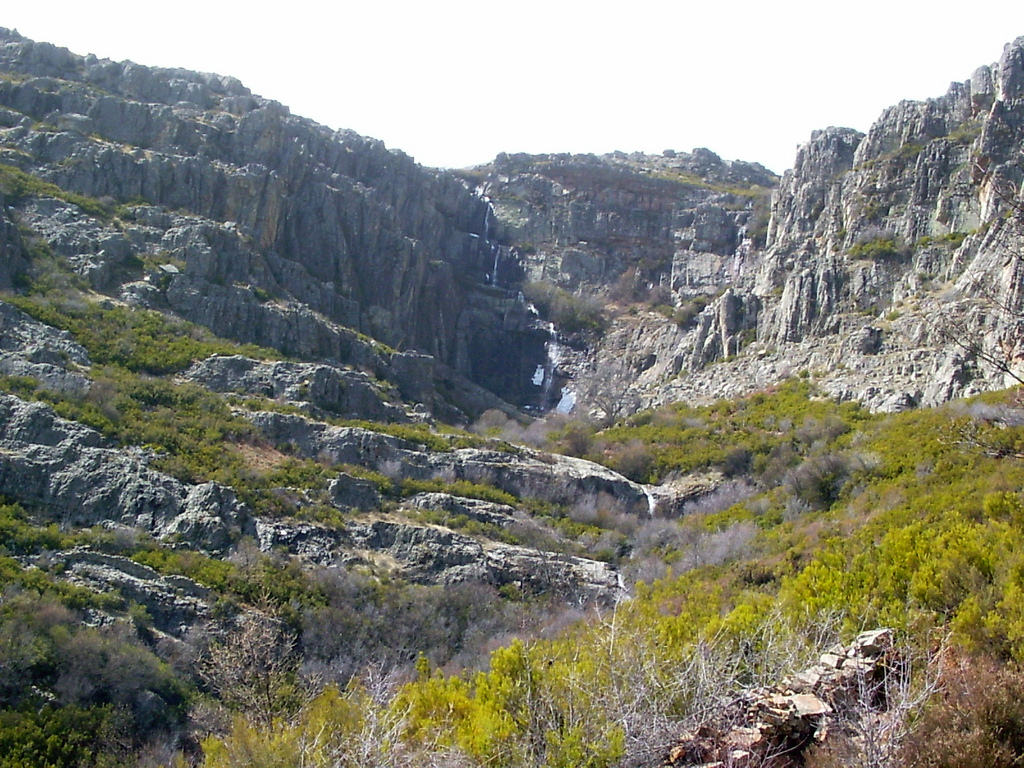
El arroyo de la Chorrera, afluente del Sorbe, con las chorreras de Despeñalagua al fondo

El río Sorbe es linde natural entre las sierras de Ayllón, a su orilla derecha, y de Alto Rey, a su orilla izquierda. Es el resultado de la unión de dos ríos menores en el paraje denominado Junta de los ríos, entre barrancos surgidos en las faldas del alto de las Cabras y de la peña del Osar, en el lado de Alto Rey, y de la peña de Pinarejo, en el lado de Ayllón. Desde la sierra de Pela, al norte, con fuentes entre el Ribalópez y El Portillo, el arroyo de la Dehesa o río Sorbe de Galve, que deja un amplio vallejo donde se asientan Cantalojas y Galve de Sorbe. Desde el hayedo de la Tejera Negra, al oeste, baja el río Lillas que nace bajo el pico de la Buitrera y que a su vez recibe aguas de otro afluente con caudal durante todo el año, el río Zarza o arroyo de la Hoz, que atraviesa igualmente Tejera Negra tras nacer bajo el alto del Parrejón. Tras unirse ambos ríos y surgir así el Sorbe, río con bastante caudal en épocas lluviosas y de deshielo, atraviesa entre profundos cortados hasta el embalse de Beleña y dejando entre los montes el azud Pozo de los Ramos. El Sorbe desemboca entre Alarilla y Humanes, bajo la Muela de Alarilla, en el Henares.
Junto con el Lillas y el arroyo de la Dehesa, el Sorbe recibe aguas desde la sierra de Ayllón de otros tres afluentes con caudal permanente, que siguen igualmente caminos sinuosos y dejan profundos cortados en sus recorridos. Más al norte, el río Sonsaz, que da nombre a la extensa reserva de caza que se engloba a gran parte de los valles y montañas de la sierra de Ayllón. Nace bajo el Atalaya y sigue un sinuoso camino entre montañas hasta desembocar en el Sorbe entre la peña del Pinarejo y la loma de las Piquerinas. Al norte del Ocejón nace el arroyo de la Chorrera, que pasa por Valverde y deja en su camino las chorreras de Despeñalagua antes de desembocar. Y bajo la falda sur del Ocejón el río Seco o barranco del Covachón, que pasa por Palancares.

## Fauna
La caza ha sido incesante en la sierra de Ayllón desde tiempos ancestrales, lo que ha provocado la desaparición en la zona de varias especies como el oso, que estuvo presente seguramente hasta el siglo XVIII, o el lobo, presente hasta los años sesenta del siglo XX y que en los años 2000 parece que vuelve a tener presencia en el macizo. Hoy la Reserva Nacional de Caza de Sonsaz, que extiende sus 68.106 ha. por gran parte de la sierra, y los hayedos de Tejera Negra y de Montejo, son perfecto refugio de la fauna salvaje de la zona. Según la situación en el macizo se pueden encontrar distintas especies animales:
- En las zonas de ribera los anfibios e insectos abundan por doquier y con ellos pequeñas aves como el mirlo acuático, el ruiseñor y el martín pescador. Si el caudal del río es constante se pueden observar nutrias.
- Entre encinas y sabinas destaca el conejo, presa de diversas rapaces. También se encuentran en estas zonas otras aves como la abubilla, la paloma torcaz, la perdiz y el rabilargo.
- En media montaña entre robles y pinos habitan abundantes aves tales como el pinzón, el carbonero, el herrerillo, el reyezuelo trepador, el picapinos y el arrendajo. También para mamíferos como el corzo, el jabalí y el zorro, que se adaptan igualmente a otras zonas de la sierra. La media montaña también es propicia para los animales nocturnos como el gato montés, el tejón y la garduña; y aves como el cárabo, el autillo y el búho real.
- En las partes altas la chova, el cuervo, la collalba, el acentor y el roquero, así como el buitre leonado y el águila real[8] en las zonas más rocosas.

Entre los insectos cabe destacar la gran diversidad que de los mismos existe en el macizo de Ayllón. Numerosas especies de lepidópteros, coleópteros, himenópteros y dípteros se pueden observar en toda la sierra, algunos de ellos autóctonos y exclusivos de la zona.
Los bosques húmedos de la sierra constituyen también hábitat para especies nemorales como la becada (Scolopax rusticola), nidificante escaso e invernante y migrador regular, el murciélago de bosque (Barbastella barbastellus), los también nidificantes bisbita arbóreo (Anthus trivialis), zorzal común (Turdus philomelos) y alcaudón dorsirrojo (Lanius collurio), con áreas de cría más norteñas.
La red hidrográfica en la sierra tiene un elevado grado de conservación hasta la llegada de los ríos a la línea de embalses reguladores situados al sur del espacio natural, (Pontón de la Oliva, Vado, Beleña, Alcorlo). La ausencia de industrias contaminantes y la reducida población humana (<2 hab/km²) garantiza la ausencia de contaminación en las aguas. Así, los ríos de esta zona representan un hábitat inmejorable para la nutria europea, con abundantes poblaciones. Peces autóctonos como la boga (Chondrostoma polylepis), bermejuela (Rutilus arcasii) y colmilleja (Cobitis paludica y Cobitis pyrenaicus). Aves como el martín pescador (Alcedo atthis) y mamíferos como el desmán (Galemys pyrenaicus), que mantiene aquí poblaciones aisladas del núcleo principal de distribución de la especie en el Sistema Central, muy vulnerable frente a perturbaciones externas y probablemente amenazado por la proliferación del visón americano.
Los frecuentes cortados y roquedos forman un hábitat de excepcional importancia para un amplio conjunto de aves rupícolas. El espacio natural de Ayllón supera los criterios numéricos establecidos en la Directiva de Aves de la UE para el águila real, (Aquila chrysaetos), buitre leonado (Gyps fulvus), halcón peregrino (Falco peregrinus) y búho real (Bubo bubo), siendo también abundante la chova piquirroja (Pyrrhocorax pyrrhocorax). Otras especies de gran interés como águila perdicera (Hieraaetus fasciatus), alimoche (Neophron percnopterus) y los roqueros rojo y solitarios (Monticola saxatilis y Monticola solitarius) utilizan la sierra de Ayllón como zona de cría.
Se debe destacar la importancia del espacio natural de Ayllón para algunas especies de invertebrados raros o endémicos, tal es el caso de Lucanus cervus, Parnassius apollo sp. escalerae, Plebicula nivescens, Ocnogyna tatreillei, Hyphoraia dejeani, Euphydryas aurinia o Nymphalis antiopa.

## Vegetación

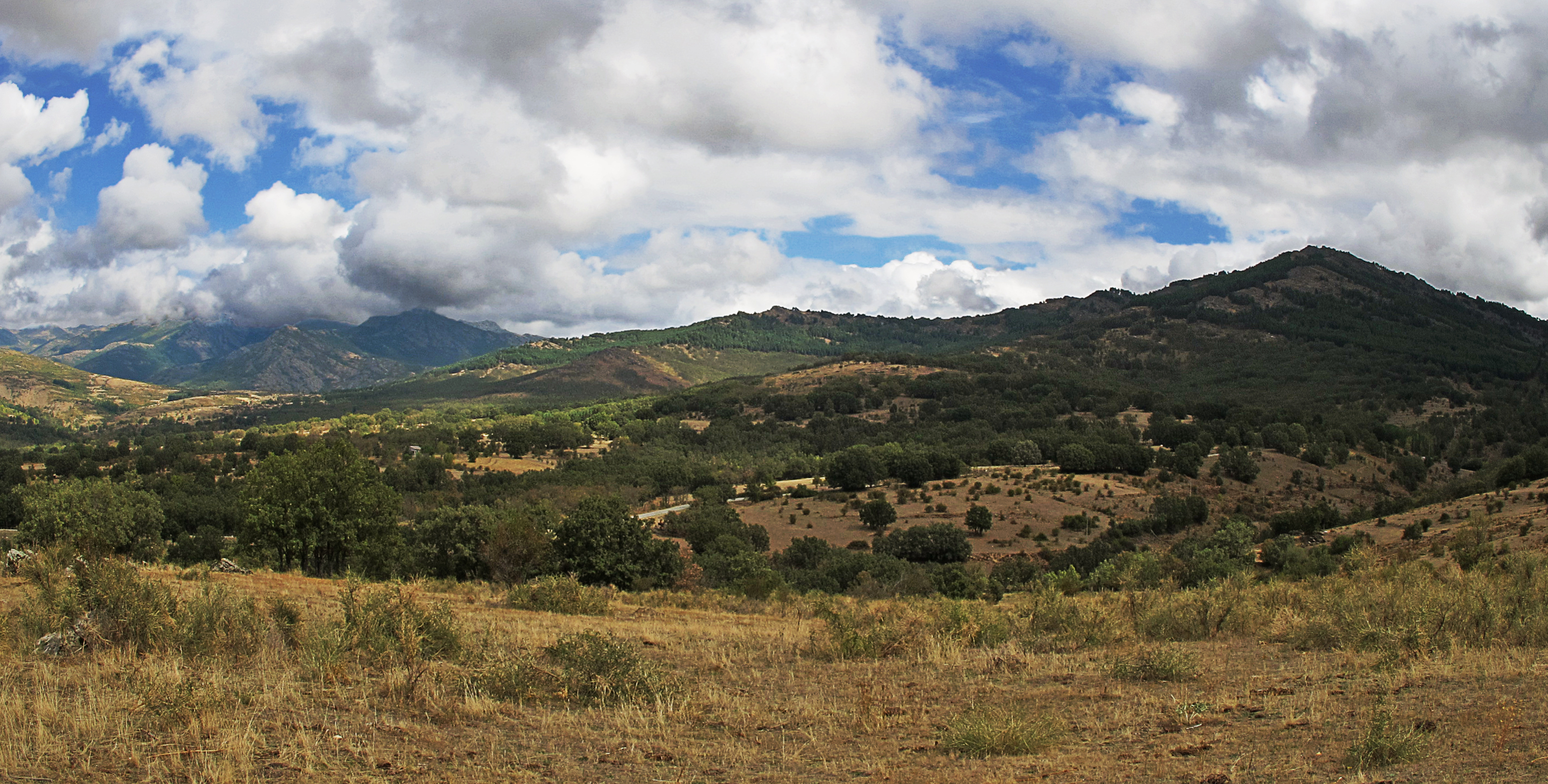
Vegetación cerca de Montejo de la Sierra

La sierra de Ayllón está incluida en la subprovincia corológica Carpetano-Ibérico-Leonesa, en el sector Guadarrámico, conformando el subsector Ayllonense con identidad corológica propia, la vegetación arbórea más madura corresponde en la mayor parte del territorio supramediterráneo a rebollares, reservándose los encinares a las zonas basales, solanas en pendiente y las abruptas laderas de las gargantas fluviales. El rebollar ha sido intensivamente aprovechado como fuente de leña por el hombre hasta hace escasos decenios, por lo que muchas de sus masas tienen el aspecto de tallares de escasa o mediana superficie en recuperación, aunque se conservan extensos rebollares maduros (El Cardoso). Si las condiciones son de mayor humedad aparecen rebollares húmedos o Hayedos, de presencia relíctica en Ayllón (Tejera Negra), con interesantes enclaves de tejeras, acebedas, serbales o abedulares climáticos. Bajo condiciones oromediterráneas o de mayor continentalidad aparecen los pinares climácicos de pino albar, Coeno-Pinetum sylvestris, como ocurre en la vertiente norte de la Sierra de Alto Rey y Condemios.
La vegetación más extendida en esta sierra es el matorral, debido a los efectos de la ocupación humana (pastoreo y corta de leña). En función de las condiciones ecológicas, domina el paisaje los brezales en las zonas más húmedas y elevadas y los jarales en las zonas más secas y basales. Muchos son los tipos de vegetación que se pueden encontrar en la sierra de Ayllón, si bien los bosques no son muy extensos por la incesante mano del hombre que durante siglos ha ido obteniendo leña y carbón vegetal y ha ido abriendo pastos para la ganadería, en su mayoría trashumante.[cita requerida]
Se pueden encontrar distintas vegetaciones establecidos en tres pisos bioclimáticos: uno mesomediterráneo por debajo de los 1000 m y que domina la encina; otro supramediterráneo entre los 1000 y los 2000 m donde predominan los robles y, según qué zonas, las hayas, y otro oromediterráneo por encima de los 2000 cubierto por piornos, brezos, jaras, estepas y enebros, principalmente. Las cumbres de la sierra de Ayllón se encuentran en los pisos bioclimáticos oro, y crioromediterráneo, existiendo comunidades características de estas grandes altitudes, muy ricas en especies endémicas. Así, aparecen pastizales psicroxerófilos en las cotas más elevadas (Hieracio myriadeni-Festucetum indigestae), piornales (Senecioni carpetani-Cytisetum oromediterranei), cervunales quionófilos (Campanula herminii-Festucetum ibericae), cervunales oromediterráneos higrófilos (Luzulo carpetanae-Pedicularietum sylvaticae, Campanulo herminii-Festucetum rivularis), comunidades rupícolas (Saxifragetum willkommianae) y glerícolas oromediterráneas (Digitali carpetanae-Senecionetum carpetani, Rumicetum suffruticosi, Criptogrammo crispae-Dryopteridetum oreadis).
Las laderas septentrionales, al gozar de más precipitaciones, muestra mayor extensión de robledales y hayedos, mientras que en las laderas meridionales se extienden mayormente los encinares. A su vez, durante la segunda mitad del siglo XX se han realizado numerosas repoblaciones forestales, más o menos afortunadas en el paisaje, mediante pinos silvestres y pinos negros. Por tanto, el roble, la haya, el abedul, el pino y, en menor medida, la encina y la sabina, son los árboles que más frecuentemente se pueden encontrar en el macizo. Las litologías básicas afloran en determinados enclaves al sur de la sierra, a lo largo de un afloramiento mesozoico que orla la sierra. En la zona en que el río Jarama atraviesa este afloramiento se produce una hoz caliza bien desarrollada, con comunidades rúpicolas basófilas aisladas, acompañadas de un magnífico quejigar con arces (Cephalanthero rubrae-Quercetum faginae), que en la zona más húmeda se transforma en avenallar (Geo urbani-Coryletum avellanae). La vegetación de galería fluvial está bien representada en sus variantes supramediterráneas silicícolas. Resulta de especial interés las alisedas (Galio broteriani-Alnetum glutinoseae), de gran extensión y un excelente grado de conservación en los ríos Jarama, Sorbe y Bornoba, este tipo de hábitat esta en creciente expansión, por el abandono de las actividades tradicionales.

### Roble

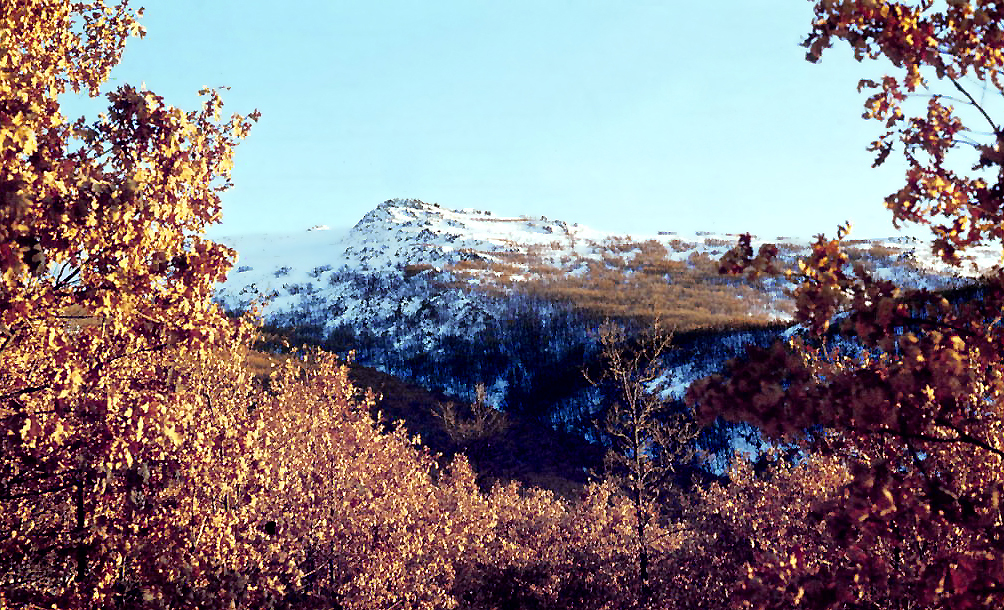
Rebollos en la cara norte de la sierra

En el dominio de hayedos y rebollares húmedos aparecen brezales (Erico arboreae-Arctostaphylletum crassifoliae), Halimio ocymoidis-Ericetum aragonensis, Junipero nanae-Vaccinietum myrtilli), de gran importancia por ser muy escasos en el resto del sistema Central. Estos brezales son refugio de numerosas especies vegetales de hábito atlántico (Genistella tridentata, Genista pilosa, Avenula sulcata, etc). También están acompañados de escobonales (Genisto floridae-Cytisetum scoparii, Genisto floridae-Adenocarpetum hispanici, Genisto cineracestis-Cytisetum oromediterranei), comunidades de óptimo carpetano-ibérico-leones, que aquí se encuentran en el extremo de su área de distribución.
Pese a la gran explotación que han sufrido los robledales en la sierra de Ayllón por su valor maderero, la extensión de pastos y el carboneo, sigue siendo el roble el árbol más extendido del macizo. Se encuentran en la zona dos tipos de robles: 
- El roble melojo o rebollo de hoja marcesante, es decir, aquel que mantiene seca su hoja en las ramas durante el invierno, y que se extiende, sobre todo, por toda la vertiente norte de la sierra y por la zona marcada por los ríos Berbellido y Jarama.
- El roble albar de hoja caduca, escaso en la zona, si bien se ven algunos ejemplares en el hayedo de Montejo.

Los rebollares de la sierra de Ayllón, (Festuco heterophyllae-Quercetum pyrenaicae y Luzulo forsteri-Quercetum pyrenaicae), son los más extensos y representativos de Castilla-La Mancha, presentando como cortejo característico a Arenaria montana, Luzula forsteri, Viola riviniana, Poa nemoralia, Primula veris, Viola sylvatica, Holcus molli, Conopodium bourgaei, etc. El abandono del carboneo y la gran reducción del aprovechamiento de leñas esboza un futuro optimista para la recuperación natural del rebollar en esta sierra.

### Haya

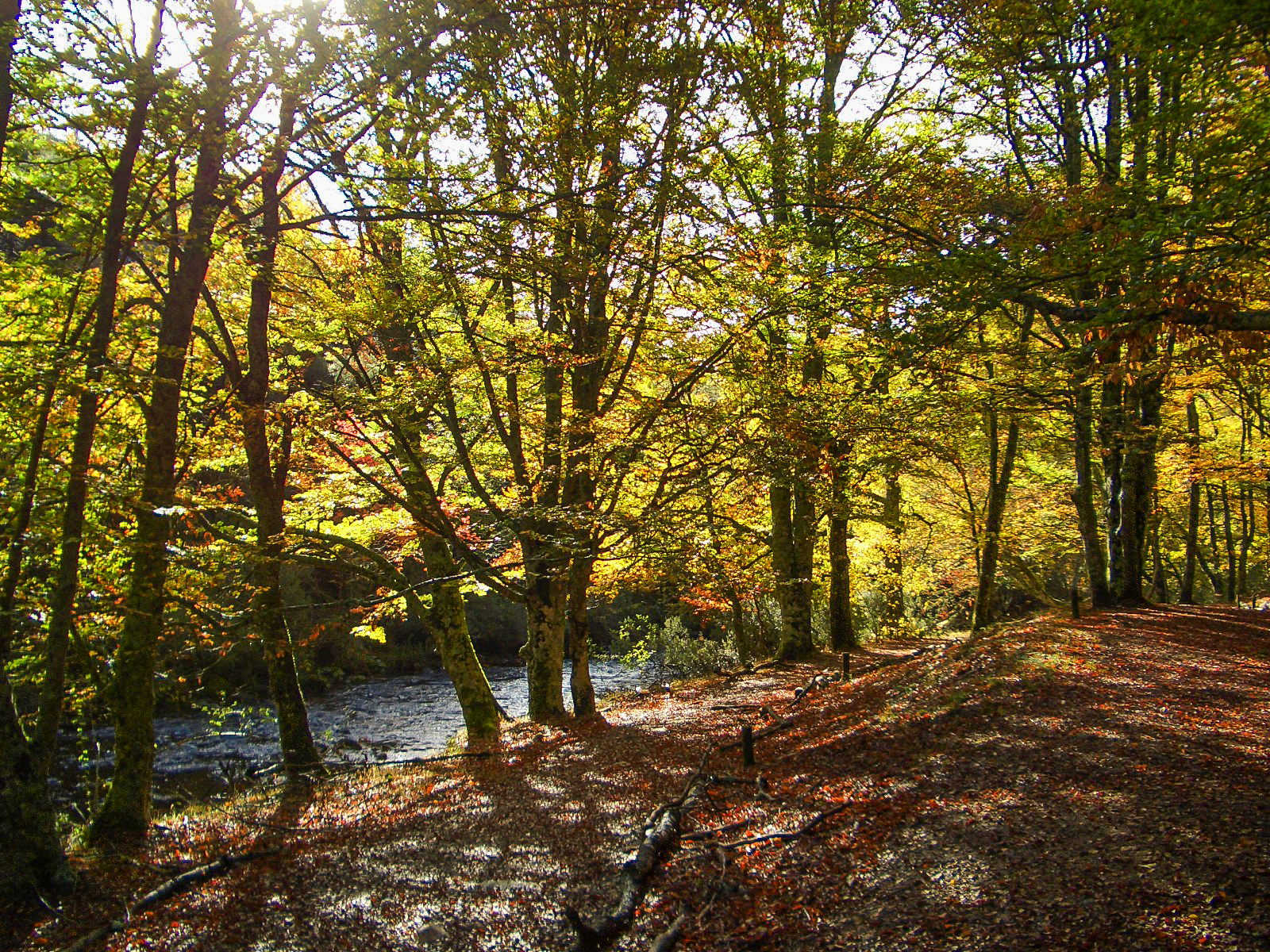
Hayas junto al Jarama en Montejo

El resto de la sierra de Ayllón se encuentra incluida en el piso bioclimático supramediterráneo, zona donde se localiza el más extenso de los tres hayedos relícticos del sistema Central (Hayedo de Tejera Negra), hoy parque natural. Destacan dentro de él, los bosques de hayas (Galio rotundifolii-Fagetum), en notable regeneración tras la declaración de espacio protegido y la supresión del aprovechamiento del haya, y los abedulares (Melico-Betuletum celtibericae), también relícticos, que ocupan los fondos de los barrancos y vaguadas con alta humedad edáfica. Estos bosques, junto con los rebollares húmedos (Festuco heterophyllae-Quercetum pyrenaicae), constituyen importantes refugios de especies vegetales eurosiberianas ausentes en otras áreas de la Meseta.
Pese a que la haya no es el árbol más extendido en el macizo de Ayllón, los hayedos de la zona si representan el hecho singular de ser de los más meridionales de Europa, lo que ha provocado que estén protegidos. Los hayedos de la zona se enclavan en tres bosquejos:
- El hayedo de Montejo, con 250 ha, se sitúa en la orilla derecha del Jarama, en la provincia de Madrid, y se conservan algunos ejemplares de hayas rodeados de robles, tejos, fresnos, acebos, serbales, abedules y manzanos silvestres.
- El hayedo de la Pedrosa, el menor de los tres con 87 ha, está en el entorno del puerto de la Quesera por el lado de la provincia de Segovia y está formado por hayas de mediana edad.
- El hayedo de Tejera Negra extiende sus 1391 ha bajo la loma formada entre el pico de la Buitrera y el Parrejón, en la cabecera de los ríos Lillas y Zarza, en la provincia de Guadalajara. Está formado por hayas jóvenes pues el bosque fue talado en gran parte en la década de 1960, siendo difícil encontrar algún ejemplar centenario. De todas formas, se ha recuperado bastante bien y va ganando extensión y terreno a la repoblación de pino silvestre.

### Abedul
El abedul tiene una presencia ciertamente pequeña en la sierra de Ayllón. Por su resistencia al frío y porque puede crecer en suelos pobres se pueden encontrar en las zonas altas de algunos ríos. Destaca como buen ejemplo el abedular de Somosierra.

### Pino
La extensión del pino en la zona corresponde principalmente a unas políticas de repoblaciones en la segunda mitad del siglo XX por su rápido crecimiento, el alto valor de su madera y su gran amplitud geológica. Tres son las clases de pinos que repueblan la sierra: el pino silvestre, principalmente, el pino negro y el pino laricio. También la humedad del otoño hace propicio en los pinares la proliferación de gran cantidad de hongos, destacando por encima de todos el níscalo.

### Encina y sabina
Los encinares ocupan las zonas de solana de los valles, destacando los ejemplos de Tamajón, Valverde y Umbralejo. También destaca la presencia aislada de un sabinar en Tamajón, que ocupa tanto dolomías cretácicas como pizarras silúricas, hecho este último muy singular dada la ecología de Juniperus thurifera. Sobre las dolomías de Tamajón existe un lapiaz muy bien desarrollado, con formas que recuerdan a la ciudad encantada y acompañada de comunidades rúpicolas calcícolas (Chaenorhino-Sarcocapnetum) y comunidades terofíticas (Saxifrago tridactylitae-Hornungietum petrae). La sabina, pese a ser un árbol mediterráneo, se adapta a condiciones climáticas continentales. En los alrededores de Tamajón y de Galve de Sorbe se pueden igualmente apreciar buenos ejemplos de sabinares.

### Matorral y pastos
La degradación de los bosques, los cultivos abandonados y los incendios forestales que tiempo se dieron favorecieron a la extensión de matorrales y pastos, buenos éstos para la alimentación del ganado. Dependiendo de la altitud y la exposición de la ladera puede encontrarse piornos, enebros, brezos, codesos, hiniestas o jaras.

## Población
Alcanza una extensión total de 94 686,40 ha distribuido en 819,14 ha en Albendiego, 447,76 ha en Arbancón, 1316,06 ha en Bustares, 9063,91 ha en Campillo de Ranas, 11 707,33 ha en Cantalojas, 18 468,44 en El Cardoso de la Sierra, 1060,58 ha en Cogolludo, 467,59 en Condemios de Abajo, 3516,27 ha en Galve de Sorbe, 1899,43 ha en Gascueña de Bornova, 453,93 en Hiendelaencina, 3046,31 ha en La Huerce, 5505,19 ha en Majaelrayo, 154,82 en Miedes de Atienza, 88,10 ha en La Miñosa, 374,68 en Las Navas de Jadraque, 1865,70 ha en El Ordial, 2709,10 ha en Prádena de Atienza, 44,28 en Puebla de Valles, 736,89 ha en Retiendas, 8763,26 ha en Tamajón, 38,41 en La Toba, 3198,04 ha en Tortuero, 206,02 en Ujados, 2060,02 en Valdepeñas de la Sierra, 1916,45 ha en Valdesotos, 4531,46 ha en Valverde de los Arroyos, 870,99 en Villares de Jadraque, 510,29 en Zarzuela de Jadraque y 1516,87 ha en Semillas.

### Historia poblacional
Como ya se indicó líneas más arriba, las montañas de la sierra de Ayllón están pobladas desde tiempos ancestrales. Arévacos por el este, vacceos por el norte y carpetanos por el sur, a los que siguieron celtas y celtíberos poblaron los valles de la sierra atraídos por la caza y las posibilidades ganaderas así como por el aislamiento que proporcionaban sus montañas permitiéndoles una mejor supervivencia ante los pueblos vecinos.
Desde los siglos III o II a. C. permanecieron en la zona los romanos. La crisis del Imperio en el siglo III provoca que la población de la zona se concentre en las grandes villas latifundistas localizadas en las zonas de Riaza, Atienza y Cogolludo en régimen de autarquía. Sin embargo, los pobladores del macizo de Ayllón, debido al aislamiento de la zona, prácticamente continuaron con su vida invariable. El asentamiento de los visigodos en el siglo VI en la península ibérica, que continúan con las estructuras feudales del Bajo Imperio romano, no afectaría a la forma de vida ni al asentamiento poblacional en la sierra de Ayllón, permaneciendo así hasta la llegada de los musulmanes a la península ibérica en el siglo VIII.
Durante los primeros siglos de dominio musulmán se mantuvieron las prácticas pastoriles y ganaderas de la zona hasta el siglo XI, fecha de la llegada de la conquista cristiana al sistema Central, convirtiéndose así la sierra de Ayllón en frontera entre el reino cristiano de Castilla al norte y el musulmán Taifa de Toledo al sur. Este hecho conlleva una creciente inestabilidad en todo el sistema Central lo que provoca la despoblación de la zona y la emigración de la población a las mesetas del norte y del sur de las montañas de Ayllón.
Con la conquista en el año 1085 por parte de Alfonso VI de lo que a partir de entonces se llamaría la Extremadura Castellana y el consecuente traslado de la frontera de lucha a las riberas del río Tajo, se volverían a repoblar desde entonces y hasta finales del siglo XIII con castellanos, leoneses y gallegos los valles del macizo de Ayllón con gente nuevamente ganadera. Muchas de las antiguas tinadas fueron reconvirtiéndose en pequeñas aldeas con población permanente que mantuvieron las formas de vida de antes de la despoblación. La repoblación monástica fue concedida por Alfonso VIII en 1164 y corrió a cargo de los caballeros Templarios de las casas de Albendiego y Bonaval, que fundaron pequeños monasterios como el de Santuy.

Comunidades de Villa y Tierra de la Extremadura Castellana

La creación en 1214 de un convento y una fábrica en Ayllón por parte de Francisco de Asís daría fuero a la villa y concediéndole como Común de Tierra lo que hoy se conoce como Tierras de Ayllón, de ahí el nombre que recibe toda la sierra que nos ocupa por ser gran parte de esta perteneciente a la Comunidad de Villa y Tierra de Ayllón. Así pues con la creación de las Comunidades de Villa y Tierra los distintos pueblos que volvían a reflorecer por sierra de Ayllón quedarían repartidos en varias de éstas: los términos de El Cardoso de la Sierra, Colmenar de la Sierra, El Vado, la zona de las Cebolleras Vieja y Nueva, Somosierra, Santo Tomé del Puerto y los Cerezos quedaron bajo la jurisdicción del Común de Villa y Tierra de Sepúlveda, que pasaron durante el siglo XIV en buena parte a la familia de los Mendoza, dentro del marquesado de Montesclaros desde el siglo XV, de cuyo hecho aún perdura una casa entre El Cardoso y Colmenar; la zona entre la sierra del Ocejón y los ríos Jaramilla y Berbedillo llegando al sur hasta Almiruete quedaron incluidos dentro del Común de Villa y Tierra de Ayllón, en manos del marqués de Villena; Riofrío y Hontanares bajo la jurisdicción de la de Fresno de Cantespino; desde la sierra del Ocejón y el río Sorbe hacia el este, incluyendo el término de Valverde de los Arroyos, queda en la jurisdicción del Común de Villa y Tierra de Atienza, y más tarde, hacia el siglo XIV, se incluirían en el recién creado condado de Galve, en mano de los Zúñiga y, después, de los Mendoza y de los duques de Alba; el sur del macizo en los términos de Valdepeñas, Tortuero y Valdesotos quedó bajo la jurisdicción del Común de Villa y Tierra de Uceda, controlado desde 1249 por Sancho de Castilla, arzobispo de Toledo e hijo del rey Fernando III; Tamajón quedaría como tierra de realengo formando jurisdicción propia.
Bajo esta organización señorial permanecería la organización política de la zona, con sus perceptibles variables que se dan con el tiempo, hasta la abolición de los señoríos en el siglo XIX en favor de la visión provincialista que empezaba a imponerse. Mientras tanto, la vida en las montañas de Ayllón seguía el mismo curso que desde tiempos ancestrales. La paz de estas tierras sólo se vio salpicada por la guerra contra el Imperio Napoleónico francés entre 1808 y 1810 cuando el macizo de Ayllón fue escenario de batallas por el dominio de los pasos de sierra.
Durante la Ley de Desamortización impulsada por Juan Álvarez Mendizábal en 1836 se pusieron en venta los bienes comunales, que eran muchos en la zona, y comienza con ello la primera decadencia económica y demográfica de la sierra de Ayllón en la Edad Contemporánea. Es en esta época cuando se despueblan aldeas como Pedehuste, La Mata de Robledo, El Bustar, Pinarejo o Catar de Pie Mediano, de las cuales tan sólo quedan algunos vestigios o tainas aisladas en medio de la montaña.
El Plan Nacional de Estabilización Económica de 1959 y su consecuente desarrollo industrial hace que durante la década de los 60 la comarca pierda casi la mitad de su población por la emigración de esta a las grandes áreas metropolitanas en crecimiento, principalmente las de Madrid, Barcelona y Bilbao. En los años 70 se produce una segunda oleada de emigración a Madrid, Guadalajara y Segovia, principalmente, que deja muchos de los pueblos deshabitados. En estas nuevas oleadas de despoblación la construcción de los embalses de El Vado y Matallana (las obras este último nunca llegaron a ejecutarse) hizo desaparecer del mapa los dos pueblos que le dan nombre, mientras que las difíciles condiciones de vida, la falta de prosperidad económica por la condición de aislamiento de la zona y las obligadas expropiaciones forzosas por las repoblaciones forestales, son las causas de que otros como Umbralejo, La Vereda o La Vihuela también perdiesen su población. En cuanto al resto de los pueblos de la zona la pérdida de habitantes es continuada, aunque bien es cierto que se produce en algunas zonas una estabilización poblacional debido principalmente al turismo rural en algunos de sus municipios, que da cierto aire, aunque escaso, de prosperidad económica en la sierra de Ayllón.

### Poblaciones
Por las condiciones de vida en un clima de alta montaña la población en la zona siempre ha sido escasa, si bien hoy en día, y desde hace décadas, sufre, además, el problema de la despoblación. Tanto es que el 0,8 hab/km² de densidad de población aproximada de la zona es de los más bajos de Europa, repartiéndose en el corazón de la sierra casi 900 km² entre menos de 800 habitantes.
La sierra de Ayllón se extiende por los siguientes municipios englobando a sus diversas poblaciones y despoblados:

#### Poblaciones en el corazón de la sierra
- Almiruete, en el término de Tamajón
- Becerril, en el término de Riaza
- Campillo de Ranas
  - Campillejo
  - El Espinar
  - Matallana
  - Roblelacasa
  - Robleluengo
  - La Vereda

- El Cardoso de la Sierra
  - Bocígano
    - El Bustar (despoblado)
    - Pinarejo (despoblado)

  - Cabida
  - Colmenar de la Sierra
  - Corralejo

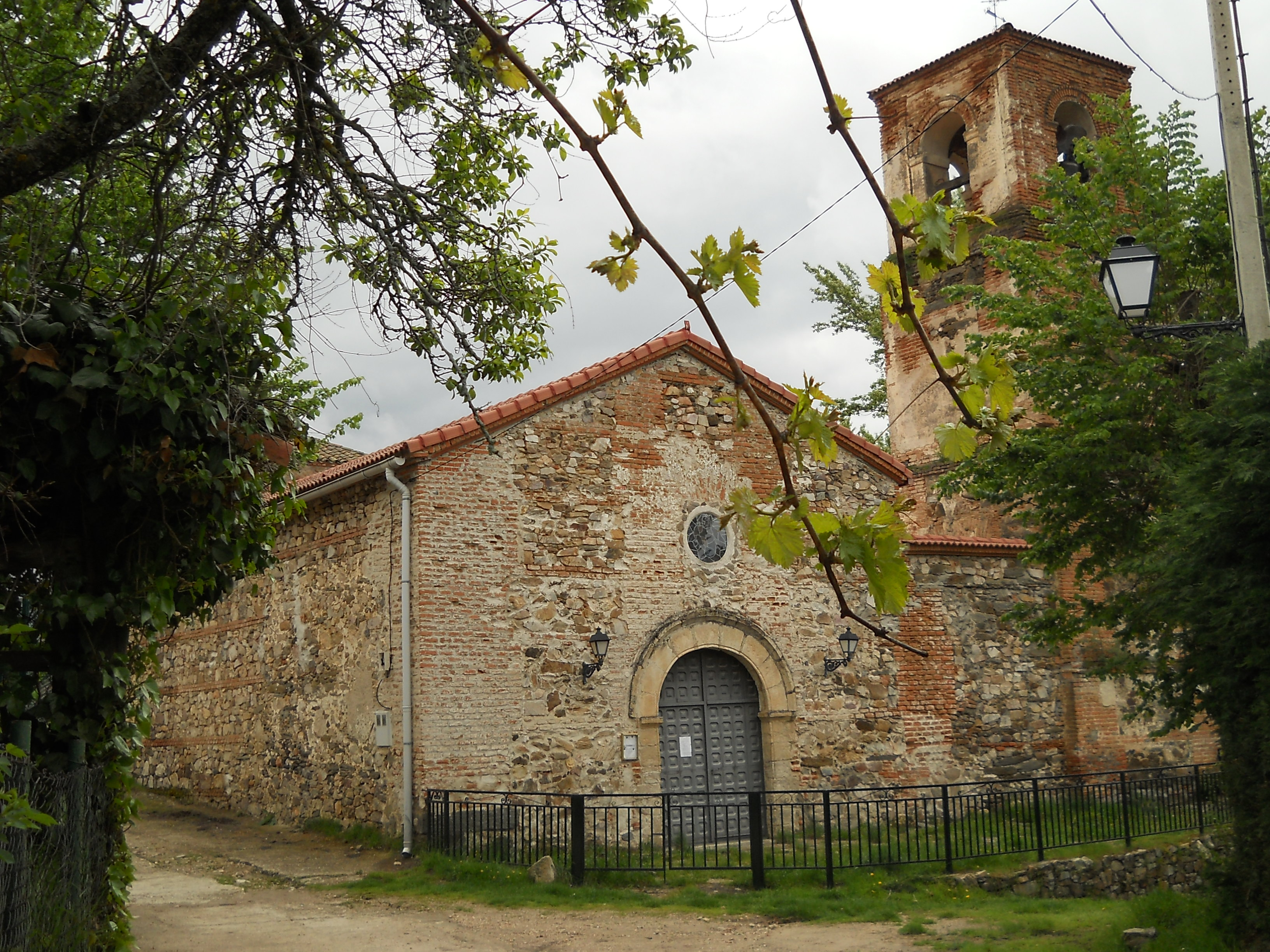
Iglesia de Colmenar de la Sierra

  - La Hiruela Vieja o La Hiruelilla (despoblado)
  - Peñalba de la Sierra
  - Santuy (despoblado)
  - La Vihuela (despoblado)
- La Hiruela

- Majaelrayo
- El Muyo, en el término de Riaza

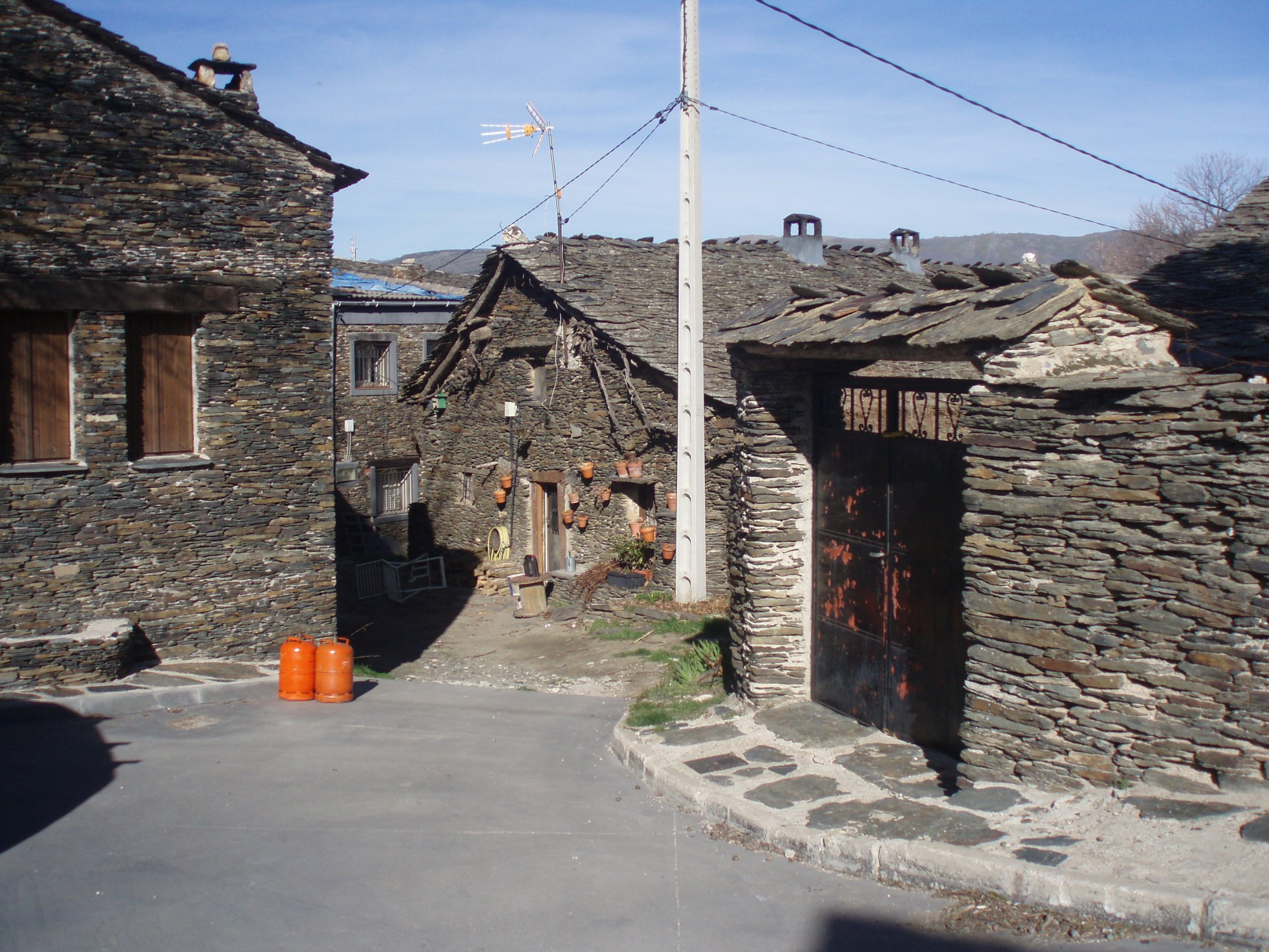
Majaelrayo

- Palancares, en el término de Tamajón
- La Pinilla, en el término de Cerezo de Arriba
- Puebla de la Sierra
- Retiendas
- Riofrío de Riaza
- El Vado (despoblado), en el término de Tamajón
- Valverde de los Arroyos
  - Majadas Viejas (despoblado)
  - La Mata de Robledo (despoblado)
  - Pedehuste o Peyuste (despoblado)
  - Zarzuela de Galve

#### Poblaciones en la vertiente norte, colindantes con la meseta Norte

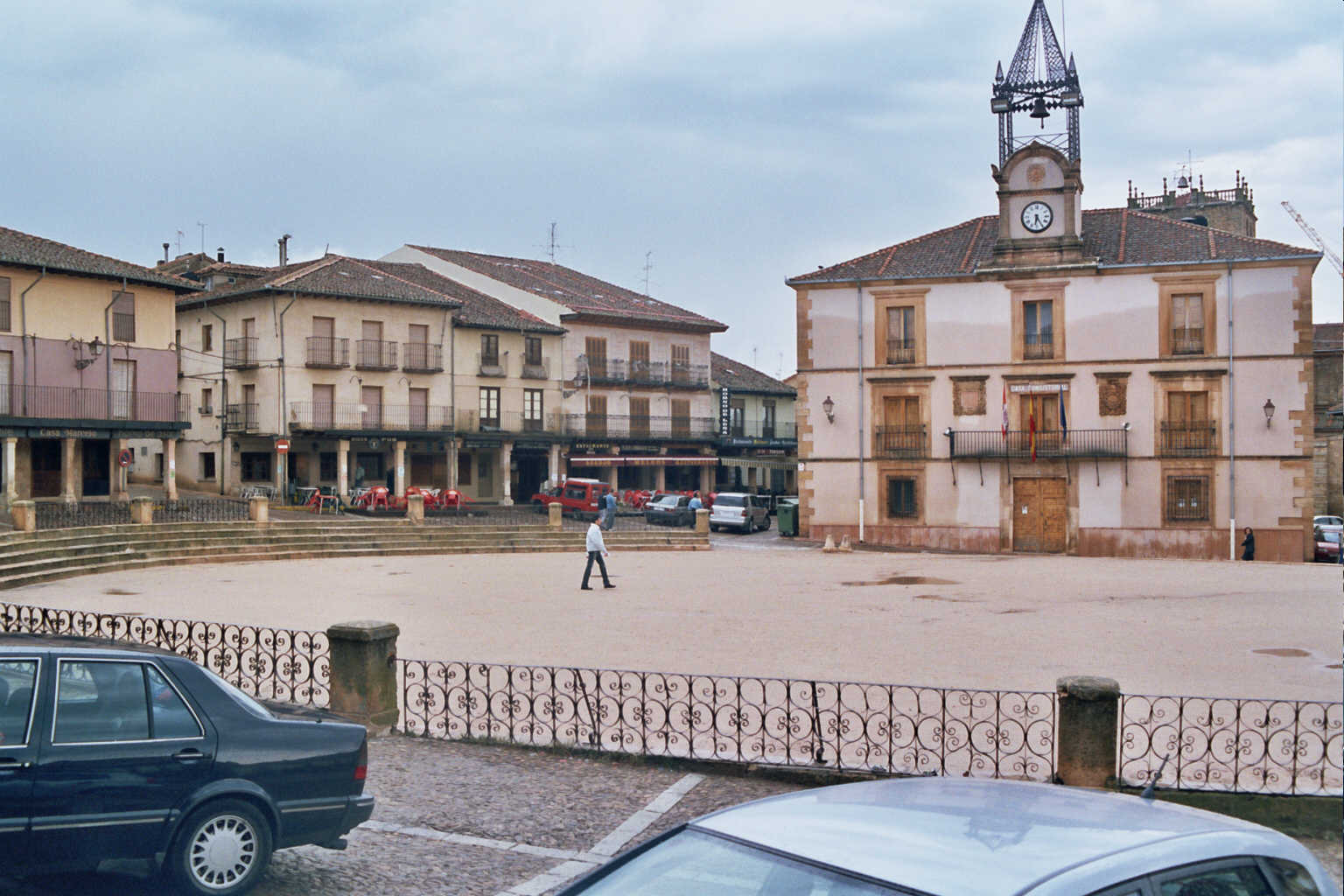
Plaza Mayor de Riaza

- Cerezo de Abajo
- Cerezo de Arriba
- Grado del Pico
- Riaza
  - Hontanares (despoblado)
  - Madriguera
  - Martín Muñoz de Ayllón
  - El Negredo
  - Serracín
  - Villacorta
- Santibáñez de Ayllón
- Santo Tomé del Puerto
  - Rosuero
  - Villarejo

#### Poblaciones en la vertiente oeste, colindantes con la sierra de Somosierra

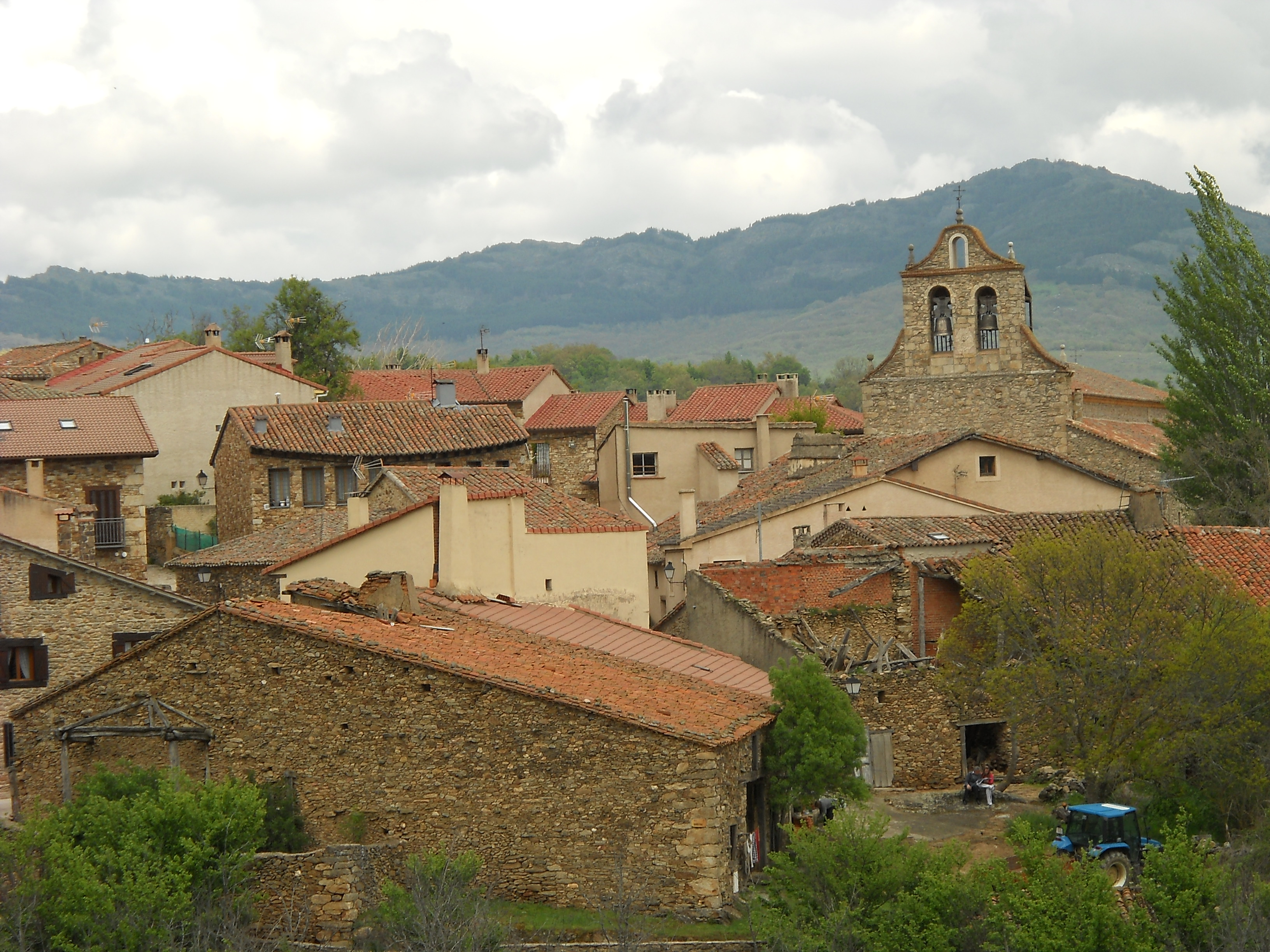
Horcajuelo de la Sierra

- Horcajo de la Sierra
  - Aoslos
- Horcajuelo de la Sierra
- Madarcos
- Montejo de la Sierra
- Prádena del Rincón
- Robregordo
- Somosierra

#### Poblaciones en la vertiente sur, colindantes con la Campiña de Guadalajara

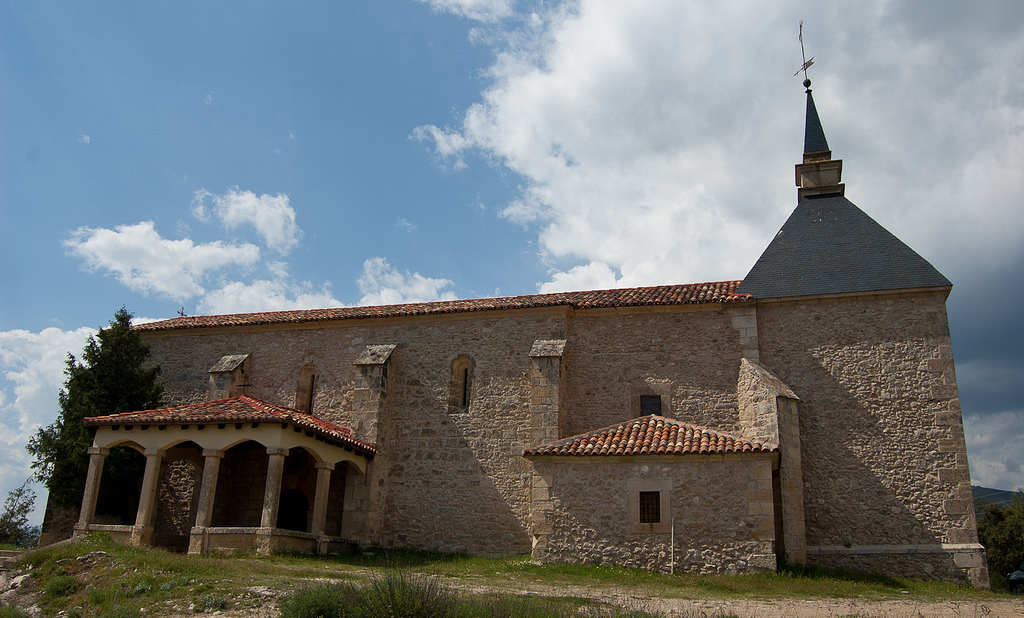
Ermita de los Enebrales, en la entrada de la sierra de Ayllón por el sur, junto a la Ciudad Encantada de Tamajón

- Tamajón
- Tortuero
- Valdepeñas de la Sierra
  - Alpedrete de la Sierra
- Valdesotos

#### Poblaciones en la vertiente este, colindantes con las sierras de Pela y de Alto Rey
- Cantalojas
  - Villacadima (despoblado)
- Galve de Sorbe
- La Huerce
  - Umbralejo (despoblado)
  - Valdepinillos

En los pueblos situados en el corazón de la sierra de Ayllón, así como en los de las vertientes este y sur, se desarrolla la llamada arquitectura negra, un tipo de construcción a base de pizarra negra, abundante en toda la sierra de Ayllón, que le da un tono negruzco a los pueblos de la zona. En la vertiente norte es más común la arquitectura roja, llamada así por el tono rojizo de sus construcciones a base de mezclar arcilla y pizarra.

### Economía
Existe población, aunque escasa, en esta zona desde tiempos ancestrales y siempre dedicada a las labores de caza. De hecho, el origen de muchos de pueblos tales como El Cardoso de la Sierra, El Bustar o Catar de Pie Mediano (hoy desaparecido) está en el asentamiento de los llamados gentes de armas, es decir, cazadores, en distintos lugares que les permitiese dar caza a la presa en batida.
La ganadería caprina, bovina y vacuna ha sido otro de los sectores económicos importantes de la zona. Este fenómeno dio lugar a la aparición de un tipo de construcción propia de la zona, la taina, muchas veces agrupadas en teinadas, dando lugar, en algunas ocasiones, al origen de poblaciones tales como Roblelacasa, Majaelrayo o Valverde de los Arroyos.
Hoy en día son dos los motores económicos principales en la zona. Por un lado las jubilaciones, debido a la elevada edad de sus habitantes. Por otro lado se encuentra el turismo, sobre todo en los pueblos que circundan el pico Ocejón y en la zona de Riaza. Numerosos alojamientos rurales, rutas senderistas y montañistas por montañas y bosques y la estación de esquí de La Pinilla son sus principales atractivos turísticos. Si bien, esto no es generalizado, y en las zonas donde escasea el turismo, bien por su aislamiento, bien por su deficiente comunicación, como es el caso del término de El Cardoso de la Sierra, la despoblación es todavía más acusada que en las zonas más turísticas.

### Comunicaciones

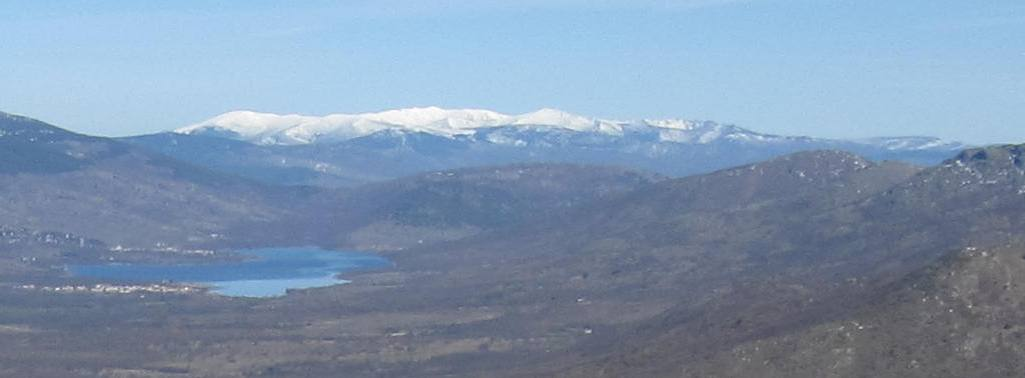
Vista panorámica de la sierra vista desde la sierra de Guadarrama, al suroeste

La sierra de Ayllón es una de las zonas peor comunicadas del centro de España, incluso dentro de sí. Tradicionalmente los caminos y sendas entre las montañas han sido el medio principal de comunicación entre los pueblos del macizo y de éstos con los valles que lo rodean. Hoy, la abrupta orografía da lugar a estrechas carreteras y pistas forestales, sin otros medios de transporte posibles.
Según a la zona de la sierra a la que se quiera llegar existen cuatro formas de llegar al corazón del macizo de Ayllón:
- Por el sur desde Guadalajara, la ruta más habitual y transitada, cogiendo la CM-101 hasta Humanes, donde se sigue por la CM-1004 hasta Tamajón. Pasado este último la carretera se desvía en forma de «Y» hacia Majaelrayo, por la izquierda (GU-186), y hacia Valverde de los Arroyos, por la derecha (GU-211). Recientemente estas dos carreteras han sido objeto de reforma por su elevado tránsito, sobre todo los fines de semana, y el deplorable estado en el que se encontraban.[20]
- Por el oeste desde la A-1, entre Buitrago del Lozoya y Somosierra, por el puerto del Cardoso → se toma el desvío hacia Horcajo de la Sierra siguiendo la M-141 hasta Montejo de la Sierra donde se puede llegar por la M-139 hacia el puerto del Cardoso hasta El Cardoso de la Sierra por la GU-187, o bien por la M-137 hasta La Hiruela y, de ahí, la GU-137 hasta los distintos pueblos del término de El Cardoso.
- Por el norte desde Riaza por la SG-112 pasando Riofrío de Riaza hasta el puerto de la Quesera. Desde allí una carretera lleva hasta Majaelrayo tras más de 30 km de camino entre bosques, valles y montañas.
- Por el este, la CM-1006, que une Jadraque y Cogolludo con Galve de Sorbe y la CM-110 (carretera de Sigüenza a Ayllón por Atienza), tiene un desvío por Umbralejo hacia Valverde de los Arroyos por la GU-211, por la que no pueden circular autobuses y camiones debido a lo cerrado de sus curvas y la estrechez de los puentes sobre el río Sorbe y el arroyo de los Vallejos.

Por otra parte, las comunicaciones entre las distintas zonas de la sierra se basan en estrechas y angostas vías de comunicación:
- Las zonas oeste y este, separadas por el río Jaramilla, se unen a través de una estrecha y serpenteante carretera que en épocas de nevadas y fuertes lluvias queda intransitable, con lo que ambas zonas quedan incomunicadas, siendo únicamente accesible al término municipal de El Cardoso de la Sierra tan solo por la Comunidad de Madrid pese a ser parte de la provincia de Guadalajara.
- Las zonas norte y sur quedan unidas por una larga carretera, la que une Majaelrayo y Riaza a través del puerto de la Quesera, que puede quedar intransitable en épocas de fuertes nevadas, y en la que a lo largo de sus 41 km tan solo se encuentra como población Riofrío de Riaza, muy cercana a Riaza; y una pista forestal, de unos 22 km, que une Majaelrayo y Cantalojas por el hayedo de Tejera Negra sin pasar por ninguna otra población.